# Skovsteppe
Skovsteppen er ikke en steppe, hvor der vokser enkelte træer, men snarere en slags makromosaik, sammensat af tydeligt adskilte elementer, der består af dels skovagtige og dels steppeagtige områder. De steppeagtige områder har engpræg på grund af en vegetation med mange græsser, halvgræsser og blomstrende stauder. I de skovagtige dele er vegetationen domineret af eg, bøg, lind med et islæt af fyrrearter på sandede jordtyper. Ind mod den sibiriske taiga er lærk de dominerende træer.
Skovsteppen findes i egne, som spænder fra halvvejs fugtige til halvvejs udtørrede. Den mulige fordampning overstiger på grund af stor solindstråling den årlige nedbørsmængde, sådan at sensomre og efterår kan byde på langvarige tørkeperioder. Disse forhold betyder, at vinternedbøren kun rækker til at gennemfugte de øverste ca. 2 m af jordlagene, mens de dybere dele er vedvarende tørre. Det fremkalder en konkurrencekamp om vandet mellem planterne, og træerne hæmmes af de kompakte, dybtgående og vidtforgrenede rodnet hos græsser og stauder. De urteagtige planter har nemlig en fordel af, at de har en kortere vækstperiode end træerne.

## Forskellige plantesamfund
Med tiltagende afstand til havet bliver klimater mere tørt, og de egentlige stepper rykker nærmere. Derfor bliver skovområderne stadigt mindre og tyndt bevoksede, indtil der kun er ganske få skovøer tilbage. Fordelingen af skov- og steppeflader i skovsteppen hænger også sammen med lokalklimaet, især bestemt af nord- og sydhæld. I de nordlige dele af skovsteppen er steppeflader mest at finde på sydhæld, mens skovfladerne sydpå er begrænset til fugtige dale og nordhæld. De sydligste skovpartier overlever kun som kratagtige bestande i smalle slugter. Det giver et mere detaljeret billede af skovpartierne:
1. Egedominerede skove på veldrænede højdedrag og skrænter
2. Flodsletteskove med eg, poppel og pil
3. Fyrdominerede skove på magre sandjorde (med sure højmoser i lavninger)
4. Blandingsskove med fyr og eg som dominerende på lerbund
5. Poppellunde i smålavninger, som oversvømmes under snesmeltningen
6. Egeskove i slugter nær grænsen ind mod den egentlige steppe

### Eksempel på et skovsteppesamfund
På Leithagebirge i det nordvestlige Burgenland findes skov med bl.a. disse arter:
Ager-Kohvede, Aksel-Røn, Almindelig Avnbøg, Almindelig Gyldenris, Almindelig Liguster, Engriflet Hvidtjørn, Farve-Visse, Kantet Konval, Læge-Ærenpris, Nikkende Limurt, Smalbladet Klokke, Svalerod, Skærm-Okseøje, Tjære-Nellike, Ungarsk Eg og Vinter-Eg.

## Begrænsende faktorer for trævækst
Dette var i mange år den eneste forklaring på steppernes træløshed og skovsteppens åbne og spredte trævækst, men da man kunne påvise, at kunstigt plantede skovparter klarede sig glimrende på steppeflader, måtte man finde frem til yderligere forklaringer:
- Den ene ligger i de mange brande, som ofte opstår på grund af lynnedslag, men som i langt højere grad er et resultat af menneskers bevidste pleje af skovsteppeområderne (med sigte på at skaffe mest mulig græsning for tamdyrene).
- Den anden ekstra forklaring ligger i den nedbidning af trævæksten, som sker, når store flokke af tamdyr græsser disse egne.

Skovsteppernes udstrækning har ændret sig i historisk tid. F.eks. har man påvist vandringsspor efter typiske steppedyr i jorden under nuværende skovsteppe og skov. Derfor antager man, at skovfladerne er trængt frem efter år 1000 f.Kr., da klimaet blev mere fugtigt.

## Grundbetingelser for skovsteppe
| Jordbund                      | Klima                                 | Andet                            |
| Jordtype: Phaeozem            | Årlig gennemsnitstemperatur: ca. 2 °C | Indstråling: ca. 60 kcal/cm²/år  |
| 12 % humus i overjorden       | Mulig fordampning: ca. 600 mm/år      | Vegetationsperiode: ca. 170 døgn |
| 100 cm dybt muldlag over löss | Nedbør: mindre end 600 mm/år          | Løvskov og steppe i mosaik       |

## Udnyttelsen af skovstepperne
Menneskene begyndte at trænge ind på skovsteppen i forbindelse med overgangen til landbrug i yngre stenalder. Meget tyder på, at landbruget blev opfundet i skovsteppeagtige områder af den frugtbare halvmåne, og det ser ud til, at de tidligste jordbrugere med forkærlighed trængte ind i områder med en vegetation, som lignede skovsteppen mest muligt.
Med øget udnyttelse skete der en langsom fjernelse af skovfladerne i på skovsteppen, og da disse egne har et godt klima og er meget frugtbare med en råjord af löss og en humusrig overjord, er den naturlige vegetation næsten helt erstattet af landbrugsafgrøder i dag. Langs de store floder findes dog stadig rester af disse naturtyper (f.eks. ved Volga og Irtysj), og nær Eisenstadt i Burgenland findes skovområder på kalkrige sydhæld, som svarer de skovstepperne.

## Eksterne links
- Margarethe Payer: Winterkalte Steppen, Halbwüsten und Wüsten – Materialien zur Forstwissenschaft (tysk)
- Universitetet i Klagenfurt, Østrig: Waldsteppe (Webside ikke længere tilgængelig) (tysk)